# Площадь Льва Мациевича
Площадь Льва Мациевича — площадь в Приморском районе Санкт-Петербурга.

## История
17 июня 1982 года площадь на пересечении Серебристого бульвара и аллеи Котельникова получила имя одного из первых русских лётчиков Льва Макаровича Мациевича, погибшего при показательном полёте на Комендантском аэродроме.

## Памятный знак
На месте гибели Льва Мациевича был установлен памятный знак, который создал зодчий Иван Фомин. До начала застройки Комендантского аэродрома этот памятный знак находился примерно на пересечении Богатырского проспекта и Серебристого бульвара. Затем его перенесли[уточнить] на вновь образованную площадь. После постройки в конце 1990-х — начале 2000-х годов в центре площади четырёх домов, памятник оказался с неё не виден, и был перенесён в сквер Мациевича на Аэродромной улице.